# Montipora studeri
Espèce
Montipora studeri est une espèce de coraux appartenant à la famille des Acroporidae.